# Ecnomus volsellus
Ecnomus volsellus är en nattsländeart som beskrevs av Cartwright 1990. Ecnomus volsellus ingår i släktet Ecnomus och familjen trattnattsländor. Inga underarter finns listade i Catalogue of Life.